# Am Steig 16 (Bad Kissingen)

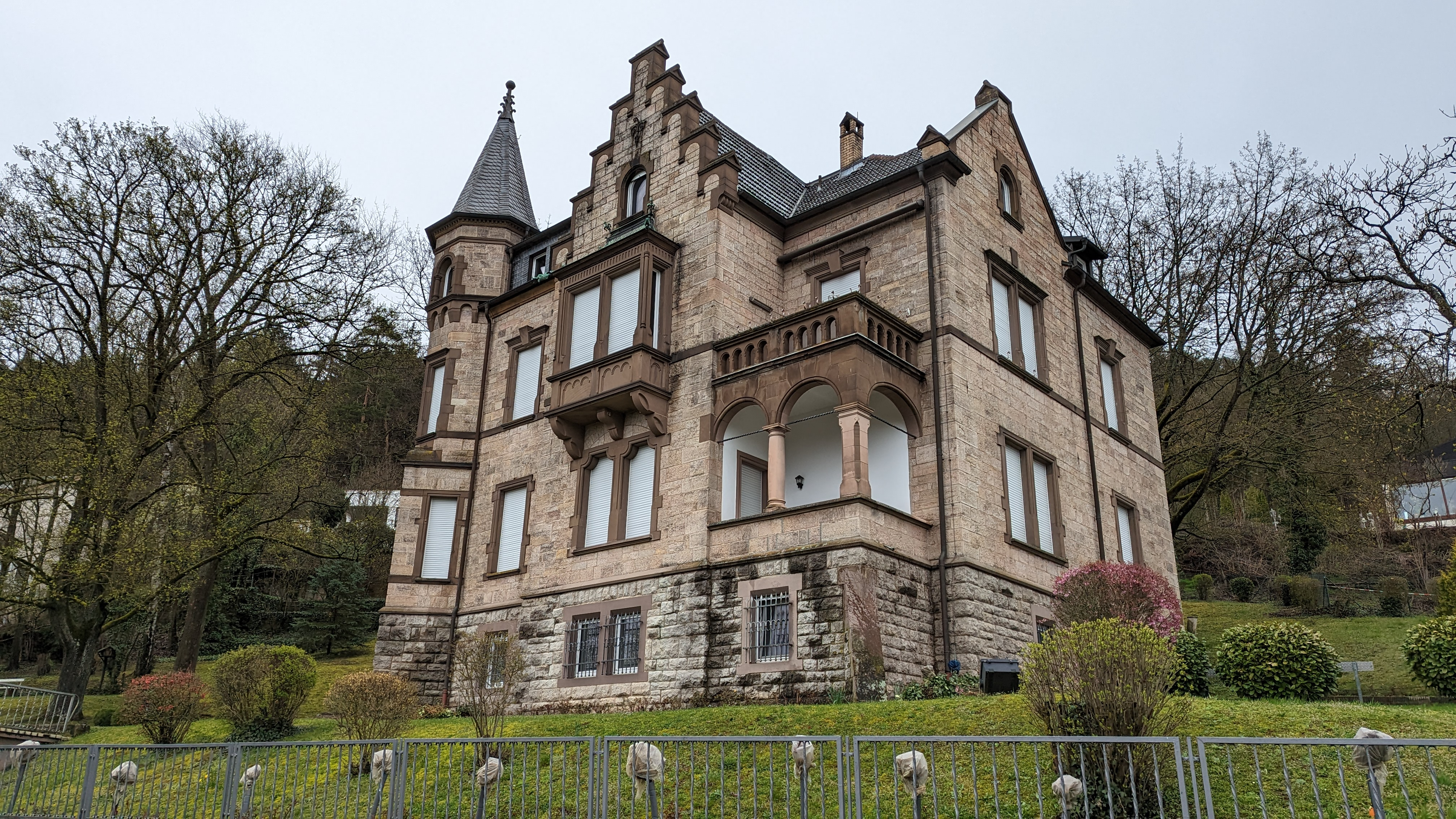
Am Steig 16 in Bad Kissingen

Das Anwesen Am Steig 16 in Bad Kissingen, der Großen Kreisstadt des unterfränkischen Landkreises Bad Kissingen, gehört zu den Bad Kissinger Baudenkmälern und ist unter der Nummer D-6-72-114-266 in der Bayerischen Denkmalliste registriert.

## Geschichte
Die historistische Villa wurde im Jahr 1908 vom Bad Kissinger Architekten Carl Krampf errichtet. Bei dem Anwesen handelt es sich um einen zweigeschossigen Kalksteinbau mit Satteldach, Eckturm, Treppengiebel und Sandsteingliederungselementen. Diese historistischen Elemente kombinieren die Formensprache der Romanik und der Gotik.